# Либерман, Иосиф Меерович
Иосиф Меерович Либерман (1917, Геническ, Херсонская губерния — август 1941) — советский математик.

## Биография
Поступил в Ленинградский университет в 1934 году по окончании школы как один из победителей первой городской математической олимпиады.
Научной работой начал заниматься на третьем курсе.
В 1938 году опубликована его первая работа.
В 1939 году окончил университет и остался в аспирантуре, ученик А. Д. Александрова.
Параллельно с геометрией занимался теорией функций вещественной переменной.
Либерман был призван в армию в июле 1941 года.
Кандидатскую диссертацию защитил в июле 1941 года, уже будучи лейтенантом-зенитчиком на флоте.
В августе 1941 года Либерман отбыл в Таллин и погиб.
Три геометрические работы Либермана вышли из печати в 1941 году, ещё одна в 1943 году.